# Prix de Basly
Le Prix de Basly est une course hippique de trot monté qui se déroule au mois de septembre sur l'hippodrome de Vincennes à Paris.
C'est une course de Groupe II réservée aux chevaux de 3 ans, (hongres exclus), ayant gagné au moins 10 000 €.
Elle se court sur la distance de 2 700 mètres (grande piste, 2 175 mètres avant 2022), pour une allocation qui s'élève à 120 000 €, dont 54 000 € pour le vainqueur.
Créée en juillet 1886, l'épreuve honore la mémoire d'Augustin Basly, ou de Basly, né le 14 août 1800 à Cambes et mort le 2 juin 1879 à Saint-Contest. Surnommé Alexandre, il est, avec le marquis de Croix et Céneri Forcinal, l'un des trois grands éleveurs pionniers du trotteur en France.

## Palmarès depuis 1978
| Année | Vainqueur          | Père               | Jockey              | Entraîneur              | Temps  |
| ----- | ------------------ | ------------------ | ------------------- | ----------------------- | ------ |
| 2024  | Lexie de Banville  | Réal de Lou        | Adrien Lamy         | Thomas Levesque         | 1'14"1 |
| 2023  | Kaya Dream         | Unbridled Charm    | Éric Raffin         | Étienne Dubois          | 1'14"6 |
| 2022  | Jelyson            | Timoko             | Yoann Lebourgeois   | Alexandre Pillon        | 1'15"4 |
| 2021  | Indigo du Poret    | Dollar Macker      | Éric Raffin         | Yannick-Alain Briand    | 1'13"  |
| 2020  | Héros de Fleur     | Ludo de Castelle   | Éric Raffin         | Frédéric Prat           | 1'13"4 |
| 2019  | Gée                | Brutus de Bailly   | Mathieu Mottier     | Bruno Bourgoin          | 1'13"4 |
| 2018  | Ferreteria         | Goetmals Wood      | Matthieu Abrivard   | Yves Boireau            | 1'12"9 |
| 2017  | Évidence Roc       | Paris Haufor       | Émilie Le Beller    | Émilie Le Beller        | 1'13"7 |
| 2016  | Dragon du Fresne   | Saphir Castelets   | Alexandre Abrivard  | Laurent-Claude Abrivard | 1'13"8 |
| 2015  | Che Jénilou        | Goetmals Wood      | Éric Raffin         | Sébastien Guarato       | 1'14"2 |
| 2014  | Brutus de Bailly   | Niky               | Mathieu Mottier     | Bruno Bourgoin          | 1'13"3 |
| 2013  | Alexia du Cherisay | Le Big Boss        | Pierre-Yves Verva   | Daniel Delaroche        | 1'14"  |
| 2012  | Vanishing Point    | Ludo de Castelle   | Damien Bonne        | Sébastien Guarato       | 1'12"8 |
| 2011  | Uppercut du Rib    | Quadrophenio       | David Thomain       | Joël Hallais            | 1'14"5 |
| 2010  | Thorens Védaquais  | Cygnus d'Odyssée   | Yoann Lebourgeois   | Philippe Allaire        | 1'12"6 |
| 2009  | Scipion du Goutier | Goetmals Wood      | Anthony Barrier     | Franck Leblanc          | 1'13"4 |
| 2008  | Replay Oaks        | Le Big Boss        | Émile Fournigault   | Gaston Alainé           | 1'14"2 |
| 2007  | Quokine Berry      | Chef du Châtelet   | Matthieu Abrivard   | Jean-Michel Bazire      | 1'13"7 |
| 2006  | Picsou de Villabon | Speed Clayettois   | Ludovic Mollard     | Patrick Labrousse       | 1'14"3 |
| 2005  | One And Only       | Gros Grain         | Philippe Masschaele | Gilbert Masschaele      | 1'14"5 |
| 2004  | Noora de l'Iton    | Workaholic         | Louis Baudron       | Thierry Duvaldestin     | 1'16"5 |
| 2003  | Mara Bourbon       | And Arifant        | Louis Baudron       | Jean-Pierre Dubois      | 1'16"9 |
| 2002  | Léda d'Occagnes    | Cygnus d'Odyssée   | Philippe Masschaele | Pierre-Désiré Allaire   | 1'16"  |
| 2001  | Kesaco Phedo       | Caballio In Blue   | Jean-Philippe Mary  | Philippe Allaire        | 1'16"  |
| 2000  | Jardy              | Cygnus d'Odyssée   | Jean-Philippe Mary  | Philippe Allaire        | 1'17"1 |
| 1999  | Ivoire de Grammont | Ukir de Jemma      | Jean-Paul Piton     | Philippe Allaire        | 1'16"9 |
| 1998  | Holly du Locton    | Viking's Way       | Jean-Paul Piton     | Philippe Allaire        | 1'16"8 |
| 1997  | Gentry d'Ombrée    | Axe des Sarts      | Michel Lenoir       | Jean-Raoul Deshayes     | 1'18"  |
| 1996  | Fly Mourotaise     | And Arifant        | Philippe Békaert    | Jean-Pierre Dubois      | 1'18"7 |
| 1995  | Express Cat        | Prince Atout       | François Roussel    | Alain Roussel           | 1'19"7 |
| 1994  | Danube Castelets   | Raja de Bellouet   | Jean-Claude Hallais | Guy Lhomet              | 1'19"5 |
| 1993  | Chemin de Bellande | Limoux             | Jean-Claude Hallais | Jean-Yves Bachelot      | 1'19"1 |
| 1992  | Boadicée de Béval  | Minou du Donjon    | Yves Dreux          | Ali Hawas               | 1'18"9 |
| 1991  | Atout de Marjon    | Hajacques de Chenu | Yves Dreux          | Patrick Hawas           | 1'19"9 |
| 1990  | Villebon           | Ino Ludois         | Yves Dreux          | Ali Hawas               | 1'21"3 |
| 1989  | Ursulo de Crouay   | Mivus              | Jean-Pierre Thomain | Joël Hallais            | 1'20"7 |
| 1988  | Tarif du Bois      | Godiris            | Michel Lenoir       | Daniel Béthouart        | 1'19"7 |
| 1987  | Savilor            | Elpenor            | Bernard Oger        | Leopold Verroken        | 1'20"3 |
| 1986  | Rantzau            | Darold III         | Jean-Claude Hallais | Ulf Nordin              | 1'21"  |
| 1985  | Quinze Janvier     | Vallauris du Pont  | Yves Dreux          | Ali Hawas               | 1'21"  |
| 1984  | Pactolos           | Chambon P          | Michel Lenoir       | Alain Roussel           | 1'23"8 |
| 1983  | Ogino              | Vasco              | Gérard Raulline     | Bernard Raulline        | 1'20"4 |
| 1982  | Nymphe d'Odyssée   | Seddouk            | Alain Sionneau      | Philippe Peltier        | 1'20"1 |
| 1981  | Mabrouka           | Balfour            | Yves Dreux          | Ali Hawas               | 1'20"6 |
| 1980  | Lacan              | Apaty              | Michel Lenoir       | René Veslard            | 1'21"6 |
| 1979  | Kiki de Feugères   | Nivôse             | Gérard Raulline     | Bernard Raulline        | 1'19"6 |
| 1978  | Jeune Orange       | Chambon P          | Alain Sionneau      | Gaston Peltier          | 1'20"9 |